# Междинна област

## Същност
Междинната област представлява геополитически модел, признат от международната научна общност още през 70-те години. Създадена е от проф. Димитри Кицикис, преподавател в университета в Отава-Канада. Според теорията за Междинната област континентът Евразия не се състои само от две цивилизационни области – Запад и Изток, а и от една трета област, различна от предишните – Междинната област. Междинната област е географското и културно пространство на Евразия, заемащо териториите на Източна Европа, Северна Африка и Близкия изток и различно и от Запада и от Изтока.
От гледната точка на цивилизацията Междинната област винаги се характеризира от една господстваща в това географско пространство империя. Тук от 2500 години насам господства една глобална империя, с център Босфора и Егейско море. Всъщност става въпрос за една и съща империя, чийто вождовете се стараят да обединят в една единна съвкупност. И така, Персийската империя на Дарий премина към ръцете на Александър Велики, а след това – на римляните, на византийците и на османците. Тази централна империя преживявала непрекъснатия „натиск“ от перифериални империи, като напр. Арабската, Ислямската, Персийската и Руската империи, които целели да станат наследници на глобалната империя.
Динамиката на Междинната област между империите на центъра и на периферията е техният вътрешен сблъсък. Всеки един от народите на това географско пространство се борил за да придобие контрол над центъра (Истанбул е географският ос на този център). Арабите през VIII век и Руснаците през XX век за малко да успеят да постигнат контрол над столицата на центъра-гр. Истанбул, обаче в крайна сметка те не са успели. Западната намеса от XVIII век цели да отнеме силата на глобалната империя на Междинната област и по този начин постепенно да я подчини в Западния свят.
С две думи, можем да кажем, че – според Димитри Кицикис – „Континентът Евразия, чиято Европа е само една от нейните много полуострови, се разделя, поради нейната хилядолетна история, в три големи цивилизационни области: 1. Запад (Западна Европа), която вече включва също така Северна и Южна Америка, Австралия и Нова Зеландия. 2. Изток (Далечен изток), която включва три полуострова – Индия, Югоизточна Азия (с Индонезия) и Китай (с Корея и Япония). 3. Междинната област, намираща се между Изтока и Запада“ (D. Kitsikis, L'Empire ottoman, Paris, PUF, 1985, p. 15).

## Творчество
1. P. Davarinos, Geschichtsschreibung und Politik, Dusseldorf, 1995. (Thèse de doctorat de l'Université Heinrich Heine)
2. P. Davarinos, „Die Historische Theorie der Zwischenregion in Osten und Westen“, Journal of Oriental and African Studies, vol. 10 (1999), pp.131 – 143.
3. На перекрестке цивилизаций: Поль Лемерль, История Византии. Димитрис Кицикис, Османская империя. Москва, Весь Мир, 2006 г.
4. Димитри Кицикис, Османската империя – ИК Кама, 2000
5. Димитри Кицикис, L'Empire ottoman, Paris, PUF, 3e éd., 1994.
6. Société Royale du Canada. Académie des lettres et des sciences humaines, Géopolitique de la Région intermédiaire, Ottawa, vol.52, 1999.
7. Димитри Кицикис, „Une vision géopolitique: la Région intermédiaire“, Relations internationales, Paris, no.109, 2002.
8. Димитри Кицикис, „Géopolitique d'un Proche-Orient à venir“, Diplomatie, no. 24, 2007.
9. E. Konstantinides, „He Geopolitike kai he historia tes mesa apo chartes (La géopolitique et son histoire, au travers des cartes)“, Trito Mati, Athènes, vol.153, 2007
10. Geopolitike kai Hellada (La géopolitique et la Grèce), Athènes, Esoptron, 2001.
11. Endiamese Perioche (Région intermédiaire), revue trimestrielle de Géopolitique, paraissant à Athènes, depuis 1996.
12. Димитри Кицикис, Türk-Yunan İmparatorluğu. Arabölge gerçeği ışığında Osmanlı tarihine bakış (Empire turco-hellénique. Étude de l'histoire ottomane du point de vue de la Région intermédiaire), Istanbul, Iletişim, 1996
13. Misbah Islam, Decline of Muslim States and Societies, Xlibris, Philadelphie, 2008
14. José Pedro Teixeira Fernandes, „A Grécia Moderna e o Ocidente – Entre a Região Intermédia e o Ocidente“, História, no.87, juin 2006
15. Georgios K. Filis, Russia and Turkey in the Geopolitics of Eurasia & the Theory of Median Space: Thesis-Synthesis-Antithesis, Durham University, Royaume Uni, 2008. (Thèse de doctorat).
16. Georges Prévélakis, Les Balkans: cultures et géopolitique, Paris, Nathan, 1994.
17. Georges Prévélakis, Géopolitique de la Grèce, Paris, Editions Complexe, 1997.